# Гетманцев, Герман Григорьевич
Ге́рман Григо́рьевич Ге́тманцев (7 апреля 1926, Нижний Новгород — 30 апреля 1980, там же) —  советский учёный в области радиофизики и радиоастрономии и организатор науки. Один из авторов научного открытия, получившего у нас в стране название «Эффект Гетманцева», заложившего основы нового научного направления в исследованиях ионосферы — воздействия на неё мощными радиоволнами. Доктор физико-математических наук (с 1965 года). Директор Научно-исследовательского радиофизического института (НИРФИ) (1972—1980).

## Биография
Герман Григорьевич Гетманцев окончил радиофизический факультет Горьковского Государственного Университета (ГГУ) в 1949 году и стал одним из первых аспирантов В. Л. Гинзбурга. В 1952 году он защитил кандидатскую диссертацию, в 1965 году — докторскую.
С 1950 года Г. Г. Гетманцев преподает в ГГУ на кафедре распространения радиоволн, пройдя путь от ассистента до профессора (с 1967 года). Читал спецкурсы и лекции по теории поля, руководил дипломниками, аспирантами и соискателями.
В 1952—1956 гг. Г. Г. Гетманцев работает в Горьковском исследовательском физико-техническом институте (ГИФТИ) под руководством B.C. Троицкого, впоследствии члена-корреспондента АН СССР.
С момента организации НИРФИ (1956 год) Г. Г. Гетманцев работал заведующим отделом длинноволновой радиоастрономии и распространения радиоволн, затем заместителем директора института. В 1972 г. он стал директором НИРФИ, сменив М. Т. Грехову. На этом посту он оставался до последних дней своей жизни.
В числе учеников и «внуков» Г. Г. Гетманцева около 30 кандидатов и докторов наук.
Избирался Депутатом Нижегородского районного Совета народных депутатов трудящихся.
Скончался 30 апреля 1980 года. Похоронен на Красном кладбище Нижнего Новгорода.

## Научный вклад
Научные интересы Г. Г. Гетманцева и созданной им школы связаны с длинноволновой радиоастрономией, распространением радиоволн и нелинейными явлениями в ионосфере.
Работы Г. Г. Гетманцева по синхротронному механизму генерации нетеплового космического излучения стали классическими.
Совместно с В. Л. Гинзбургом и И. С. Шкловским в 1958 году он предложил программу внеатмосферной радиоастрономии с помощью искусственных спутников Земли.
Вместе с учениками Герман Григорьевич разработал бортовой радиометр, и на спутниках «Электрон-2» и «Электрон-4» провел измерения спектра космического радиоизлучения в диапазоне 0,7-2,3 МГц. Впервые был установлен «завал» спектра на частотах ниже 1,5 МГц и обнаружено спорадическое километровое радиоизлучение ионосферыЗемли.
В 1964 году Г. Г. Гетманцев организовал международный эксперимент по установлению радиосвязи между английской обсерваторией Джодрелл-Бэнк и Зименковской радиоастрономической обсерваторией через американский спутник-ретранслятор «Эхо-2». Это был первый опыт сотрудничества ученых закрытого для иностранцев г. Горького с зарубежными коллегами в исследованиях ближнего космоса..
В конце 1960-х он заинтересовался идеей харьковского ученого П. В. Блиоха создать мощным коротковолновым излучением ионосферную линзу (область повышенной концентрации электронов в ионосферной плазме), которая бы фокусировала радиоволны. Такую линзу можно было бы использовать для радиоастрономических исследований. Линзу таких больших размеров (десятки километров) нельзя создать для наземных телескопов.
Для проведения экспериментов на полигоне НИРФИ в поселке Зименки в Горьковской области (Зименковская радиоастрономическая обсерватория) в 1973 году был построен стенд «Ястреб» с мощным
КВ передатчиком.
Исследования показали наличие фокусирующего эффекта, но до практического применения в радиоастрономии дело не дошло из-за низкого «качества» линзы. Однако, оказалось, что этот стенд прекрасный инструмент для исследования ионосферы путём воздействия на неё. Особенно это касалось различных нелинейных процессов.
Благодаря этим исследованиям, к которым подключились ученые ряда академических институтов. Г. Г. Гетманцев основал новое научное направление в исследовании ионосферы — воздействие на ионосферу мощными радиоволнами и исследование в ней посредством этого различных явлений.
Обнаруженное при его участии неизвестное ранее явление — низкочастотное излучение ионосферных токовых систем при воздействии на нижнюю ионосферу мощным модулированным радиоизлучением — зарегистрировано в 1980 году как Открытие № 231 под названием «Эффект Гетманцева».
Г. Г. Гетманцев стал инициатором и руководителем строительства на полигоне НИРФИ «Васильсурск» крупного комплекса для изучения ближнего (ионосфера) и дальнего космоса — стенда «СУРА». Стенд входит в число уникальных научных установок России. Эти исследования сделали институт признанным лидером в этой области.
Г. Г. Гетманцев был председателем секции «Нелинейные явления в ионосфере» в Научном совете АН СССР по комплексной проблеме «Распространение радиоволн», председателем Совета Минвуза СССР по распространению радиоволн. Он организовал ряд научных совещаний по специальным вопросам распространения радиоволн и нелинейным явлениям в ионосфере, явился инициатором строительства нагревных стендов в Мончегорске и в Душанбе.
Г. Г. Гетманцев — автор более 150 научных работ.

## Эффект Гетманцева
В Государственном реестре открытий СССР это
научное открытие носит название «Явление генерации электромагнитных волн ионосферными токами под воздействием на ионосферу модулированного коротковолнового радиоизлучения — Эффект Гетманцева».
Номер и даты приоритета: № 231 от 3 июня 1974 г. в части экспериментального доказательства явления, 20 января 1975 г. в части его теоретического доказательства и 1 апреля 1976 г. в части экспериментального доказательства обусловленности обнаруженного явления изменением ионосферных токов во времени с частотой модуляции радиоизлучения.
Дата регистрации: 22 мая 1980 г.
Формула открытия: «Установлено неизвестное ранее явление генерации электромагнитных волн ионосферными токами под воздействием на ионосферу модулированного коротковолнового радиоизлучения, обусловленное изменением этих токов во времени с частотой модуляции коротковолнового радиоизлучения».
Таким образом, излучаемый ионосферой сигнал совпадает с низкочастотным модулирующим сигналом. Это соответствует детектированию сигнала. Поэтому часто при описании эффекта говорят о детектировании сигнала ионосферой.
Первоначально эксперименты под руководством Г. Г. Гетманцева проводились на полигоне Зименки под Горьким на созданном им стенде «Ястреб». Там и было совершено открытие. Однако этот стенд расположен на средних широтах, где ионосферные токи (электроджеты) достаточно слабы.
Г. Г. Гетманцев обратил внимание на то, что в полярной зоне ионосферные токи гораздо сильнее, особенно в периоды магнитных бурь. Благодаря его усилиям в 1976 году возле г. Мончегорск (Мурманская область) Полярный геофизический институт построил новый стенд. Руководителями работ были И. Н. Капустин и Г. Г. Гетманцев. Исследования сразу же показали значительное усиление эффекта. Позднее соавторы открытия предложили это явление назвать «Эффект Гетманцева». На Западе это название пока не прижилось.
Низкочастотное излучение способно проникать под воду на достаточно большую глубину, что позволяет использовать его для связи с подводными лодками. Однако из-за большой длины волны оно требует для работы антенн очень больших размеров (десятки км). Это очень дорого и неэффективно. Эффект Гетманцева позволял качестве излучающей антенны использовать ионосферные токи. Это стимулировало целый ряд исследований, в том числе проект HAARP. Однако, в результате этот способ связи не признан эффективным.
В настоящее время Эффект Гетманцева используется для исследования ионосферы. Кроме того существуют идеи по его использованию в интересах георадиолокации.

## Статьи и книги
- Радиоастрономические исследования с помощью искусственных спутников Земли // УФН. — 1958. — Т. 66. — С. 157—162.